# فيبسبورغ (مين)
فيبسبورغ (بالإنجليزية: Phippsburg, Maine)‏ هي بلدة أمريكية تقع في الولايات المتحدة في مقاطعة ساغداوك. يقدر عدد سكانها بـ 2,216 نسمة ومساحتها 184.41 كم2 وترتفع عن سطح البحر 39 متر.

## التركيبة السكانية
قام مكتب تعداد الولايات المتحدة بتحديد بيانات التركيبة السكانية لفيبسبورغ في تعداد الولايات المتحدة. في ما يلي، التركيبة السكانية حسب تعدادي 2000 و2010.

### تعداد عام 2000
بلغ عدد سكان فيبسبورغ 2,106 نسمة بحسب تعداد عام 2000، وبلغ عدد الأسر 859 أسرة وعدد العائلات 622 عائلة مقيمة في البلدة. في حين سجلت الكثافة السكانية 73.0 نسمة لكل ميل مربع (28.2/كم2). وبلغ عدد الوحدات السكنية 1,554 وحدة بمتوسط كثافة قدره 53.8 نسمة لكل ميل مربع (20.8/كم2).
وتوزع التركيب العرقي للبلدة بنسبة 98.53% من البيض و 0.24% من الأمريكيين الأصليين و 0.24% من الأمريكيين ذوي الأصول الآسيوية و 0.28% من الأمريكيين الأفارقة و 0.71% من عرقين مختلطين أو أكثر.
بلغ عدد الأسر 859 أسرة كانت نسبة 28.5% منها لديها أطفال تحت سن الثامنة عشر تعيش معهم، وبلغت نسبة الأزواج القاطنين مع بعضهم البعض 62.5% من أصل المجموع الكلي للأسر، ونسبة 5.7% من الأسر كان لديها معيلات من الإناث دون وجود شريك، وكانت نسبة 27.5% من غير العائلات. تألفت نسبة 21.8% من أصل جميع الأسر من أفراد ونسبة 8.8% كانوا يعيش معهم شخص وحيد يبلغ من العمر 65 عاماً فما فوق. وبلغ متوسط حجم الأسرة المعيشية 2.82، أما متوسط حجم العائلات فبلغ 2.45.
بلغ العمر الوسطي للسكان 43 عاماً. وكانت نسبة 22.4% من القاطنين تحت سن الثامنة عشر، وكانت نسبة 5.3% بين الثامنة عشر والأربعة وعشرون عاماً، ونسبة 26.5% كانت واقعةً في الفئة العمرية ما بين الخامسة والعشرون حتى والأربعة وأربعون عاماً، ونسبة 30.7% كانت ما بين الخامسة والأربعون حتى الرابعة والستون، ونسبة 15.1% كانت ضمن فئة الخامسة والستون عاماً فما فوق. يوجد لكل 100 أنثى 105.9 ذكر، ويوجد لكل 100 أنثى في الثامنة عشر من عمرها فما فوق 101.7 ذكر.
بلغ متوسط دخل الأسرة في البلدة 46,739 دولار، أما متوسط دخل العائلة فبلغ 53,631 دولار. وكان متوسط دخل الذكور 33,214 دولار مقابل 26,250 دولار للإناث. وسجل دخل الفرد الخاص بالبلدة 22,205 دولار. وكانت نسبة 5.8% من العائلات ونسبة 9.2% من السكان تحت خط الفقر، وكان من هؤلاء نسبة 8.8% تحت سن الثامنة عشر ونسبة 14.4% في الخامسة والستين من العمر وما فوق.

## معرض صور

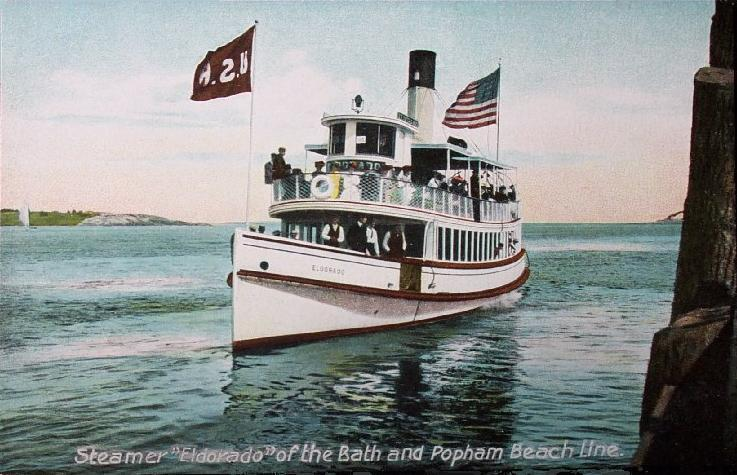
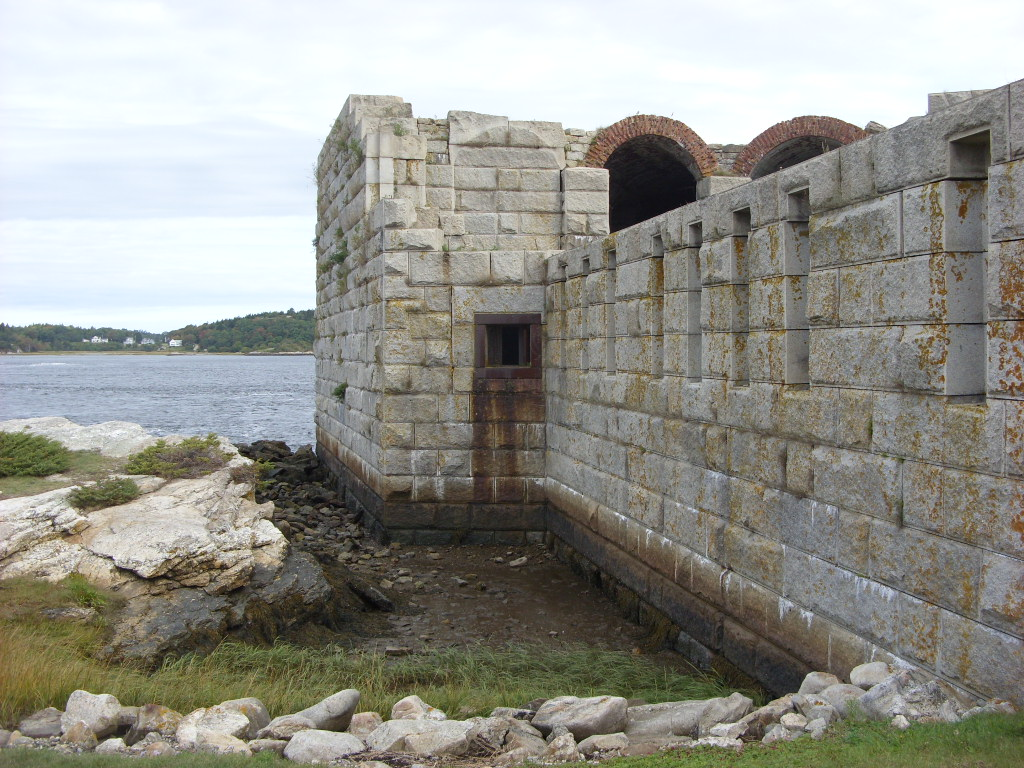
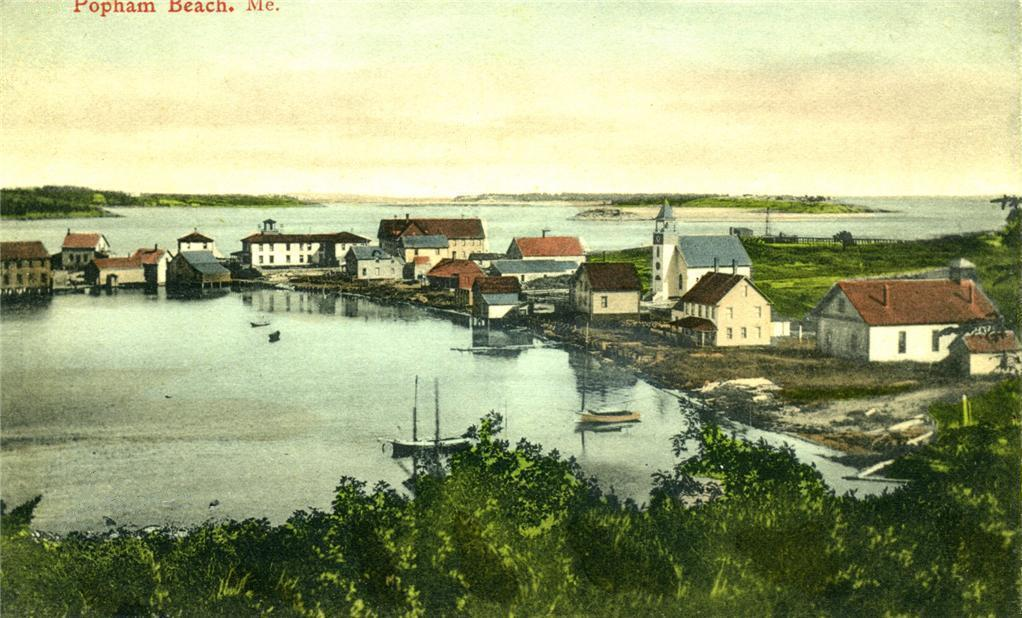

### تعداد عام 2010
بلغ عدد سكان فيبسبورغ 2,216 نسمة بحسب تعداد عام 2010، وبلغ عدد الأسر 963 أسرة وعدد العائلات 665 عائلة مقيمة في البلدة. في حين سجلت الكثافة السكانية 77.5 نسمة لكل ميل مربع (29.9/كم2). وبلغ عدد الوحدات السكنية 1,748 وحدة بمتوسط كثافة قدره 61.2 لكل ميل مربع (23.6/كم2).
وتوزع التركيب العرقي للبلدة بنسبة 97.5% من البيض و 0.3% من الأمريكيين الأصليين و 0.3% من الأمريكيين ذوي الأصول الآسيوية و 0.5% من الأمريكيين الأفارقة و 1.4% من عرقين مختلطين أو أكثر.
بلغ عدد الأسر 963 أسرة كانت نسبة 22.8% منها لديها أطفال تحت سن الثامنة عشر تعيش معهم، وبلغت نسبة الأزواج القاطنين مع بعضهم البعض 58.5% من أصل المجموع الكلي للأسر، ونسبة 6.5% من الأسر كان لديها معيلات من الإناث دون وجود شريك، بينما كانت نسبة 4.0% من الأسر لديها معيلون من الذكور دون وجود شريكة وكانت نسبة 30.9% من غير العائلات. تألفت نسبة 24.0% من أصل جميع الأسر من أفراد ونسبة 9.1% كانوا يعيش معهم شخص وحيد يبلغ من العمر 65 عاماً فما فوق. وبلغ متوسط حجم الأسرة المعيشية 2.67، أما متوسط حجم العائلات فبلغ 2.30.
بلغ العمر الوسطي للسكان 49.8 عاماً. وكانت نسبة 16.5% من القاطنين تحت سن الثامنة عشر، وكانت نسبة 6.1% بين الثامنة عشر والأربعة وعشرون عاماً، ونسبة 19.4% كانت واقعةً في الفئة العمرية ما بين الخامسة والعشرون حتى والأربعة وأربعون عاماً، ونسبة 36.5% كانت ما بين الخامسة والأربعون حتى الرابعة والستون، ونسبة 21.5% كانت ضمن فئة الخامسة والستون عاماً فما فوق. وتوزع التركيب الجنسي للسكان بنسبة 50.3% ذكور و49.7% إناث.